# Reckingen-Gluringen
Pour l’article ayant un titre homophone, voir Rekingen.
Reckingen-Gluringen est une ancienne commune suisse du canton du Valais, située dans le district de Conches.

## Histoire

Photo aérienne (1949).

Le 24 février 1970, une avalanche détruit un abri militaire et des maisons, causant la mort de 30 personnes. Le 1er octobre 2004, les communes de Reckingen et de Gluringen fusionnent.
La commune fusionne le 1er janvier 2017 avec les communes de Blitzingen, de Grafschaft, de Münster-Geschinen et de Niederwald pour former la commune de Goms.